# Lepidodasys
Famille
Genre
Lepidodasys, unique représentant de la famille des Lepidodasyidae, est un genre de gastrotriches.

## Liste des espèces
Selon World Register of Marine Species (23 juin 2025) :
- Lepidodasys arcolepis Clausen, 2004
- Lepidodasys castoroides Clausen, 2004
- Lepidodasys laeviacus Lee & Chang, 2011
- Lepidodasys ligni Hochberg, Atherton & Gross, 2013
- Lepidodasys martini Remane, 1926
- Lepidodasys platyurus Remane, 1927
- Lepidodasys tsushimaensis Lee & Chang, 2011
- Lepidodasys unicarenatus Balsamo, Fregni & Tongiorgi, 1994
- Lepidodasys worsaae Hochberg & Atherton, 2011

## Systématique
Ce genre a été décrite par Remane en 1926. Il est placé dans les Lepidodasyidae par Remane en 1927.
Cette famille a été décrite par Remane en 1927.

## Publications originales
- Famille des Lepidodasyidae :
  - (de) Remane, « Gastrotricha », Die Tierwelt der Nord- und Ostsee, Akademische Verlagsgesellschaft, Leipzig, 1927, p. 1-56.
- Genre Lepidodasys :
  - (de) Remane, « Morphologie und verwandtschaftsbeziehungen der aberranten gastrotrichen I », Zeitschrift für Morphologie und Ökologie der Tiere, 1926, vol. 5, no 4, p. 625-754.